# Мару (кот)
Мару́ (яп. まる [mä.ɾɯ́] дословно — «круглый»; род. 24 мая 2007) — кот породы шотландская прямоухая (скоттиш-страйт), проживающий в Японии, герой популярных видеороликов на канале YouTube. Мару называли «самым популярным котом в Интернете».

## Описание канала
Началось всё с того, что хозяйка разместила видео игры Мару с коробками, чтобы узнать, нормально ли такое поведение для взрослого кота. Но ролик так восхитил пользователей, что у канала очень быстро выросла аудитория. Самый большой ажиотаж вызвало видео, где пухлый питомец долго пытается уместиться в маленькой коробке из-под кошачьего корма. Многие коты любят коробки, но Мару на коробках просто залипает. Большие и маленькие, в которые можно поместить три таких кота и в которые едва влезает лишь одна его лапа, видеоролики об этой необычной даже для котов любви покорили зрителей. Поклонники шутят о том, что коробка для Мару — «естественная среда обитания». Кинокритик Евгений Майзель в журнале «Искусство кино» писал о художественной (или парахудожественной) «поистине страсти, переходящей в одержимость» Мару к коробкам, из-за которой он «проявляет свой гимнастический дар, инженерный расчет, упорство и мастерство». Майзель также отметил оригинальность и качество роликов при их типичности для YouTube, выделив «стилистическую продуманность <...>, минимализм <...>, чувство такта (в смысле не только вежливости в отношении питомцев, но и чувства монтажного ритма) и изобретательность».
Настоящее имя владелицы Мару неизвестно. Женщина зарегистрирована на YouTube под ником mugumogu (Мугумогу) и выкладывает там видео своего кота и кошек Ханы (взята в 2013 году) и Мири (взята в 2020 году). По данным журнала Social Blade, этот канал занимает 14-е место среди наиболее просматриваемых каналов о животных и является самым популярным среди кошачьих видеоблогов. В 2011 году под псевдонимом mugumogu она выпустила о своём коте книгу I Am Maru («Я — Мару», Maru desu) (ISBN 978-0-06-208841-3).
В августе 2013 года mugumogu взяла кошку Хану у ветеринара, и она стала новым членом семьи. В ноябре 2020 года mugumogu взяла кошку Мири, которую кто-то спас под дождём из водосточного желоба и случайно предложил ей.

## Популярность
В 2008 году Мару был удостоен награды YouTube Video Awards Japan. Также Мару вошёл в виртуальную «Десятку котов, которые потрясли мир».
К августу 2014 года видео с Мару собрали более 260 миллионов просмотров, а каждый клип в отдельности имеет в среднем от полумиллиона просмотров. Кот часто упоминается в печатных и электронных СМИ.
В 2017 году Мару вошёл в Книгу рекордов Гиннесса за наибольшее количество просмотров животного на YouTube. По состоянию на 22 сентября 2016 года за девятилетним котом наблюдали 325 704 506 раз.